# ألان إيغيلز
ألان إيغيلز (بالإنجليزية: Alan Eagles)‏ هو لاعب كرة قدم بريطاني في مركز ظهير ‏، ولد في 6 سبتمبر 1933 في Edgware ‏ في المملكة المتحدة، وتوفي في 6 نوفمبر 1995 في تينبي في المملكة المتحدة. لعب مع إبسفليت يونايتد وكولتشستر يونايتد وكوينز بارك رينجرز ونادي ألدرشوت ونادي ليتون أورينت ونادي هيلينغدون بورو.